# 銹色潘鰍
銹色潘鰍為輻鰭魚綱鯉形目鰍科潘鰍屬的其中一種，該物種為熱帶淡水魚，分布於亞洲印尼淡水流域，棲息在底層水域，生活習性不明。

## 扩展阅读
維基物種上的相關：銹色潘鰍